# Aia Kruse
Aia Kruse Goenaga (San Sebastián, 24 de febrero de 1994) es una actriz vasca que ha trabajado en cine y televisión. 

## Carrera
Aia incursionó en la actuación a los 10 años, apareciendo en la telenovela vasca Goenkale, así como en la cinta para televisión La Pasionaria.
En 2006 fue la ganadora del Premio Koldo Mitxelena de Literatura Interescolar de San Sebastián por su cuento infantil Qué grande es tener un buen amigo.
En 2018 fue candidata al premio a Mejor actriz revelación en los Premios Goya por su papel en la película Handia. La película fue finalmente ganadora del premio a la mejor película vasca en el Festival Internacional de Cine de San Sebastián, así como del premio especial del jurado.

## Filmografía

### Cine
| Año  | Título             | Papel         | Notas        |
| ---- | ------------------ | ------------- | ------------ |
| 2009 | Felicidad perfecta | Ainhoa joven  |              |
| 2014 | Billy              | La novia      | Cortometraje |
| 2017 | Handia             | María         |              |
| 2018 | Mi soledad         | Miriam        | Cortometraje |
| 2018 | Las Vegas          |               | Cortometraje |
| 2018 | Sd                 |               | Cortometraje |
| 2018 | Ane                | Ane           | Cortometraje |
| 2019 | Ya está            | Laia          | Cortometraje |
| 2020 | Nora               | Amy           |              |
| 2020 | Ane                | Leire         |              |
| 2020 | Txorimalo          |               | Cortometraje |
| 2021 | Oshun              | Aia           | Cortometraje |
| 2021 | 26                 | Lucía         | Cortometraje |
| 2021 | El retrato         | Sara          | Cortometraje |
| 2022 | El comensal        | Secuestradora | Cortometraje |
| 2022 | Superjodidos       | Mujeriega     | Cortometraje |
| 2022 | Alumbramiento      | Paula         | Cortometraje |
| 2023 | Los Gemelos        |               | Cortometraje |
| 2023 | Nada de nada       |               | Cortometraje |

### Televisión
| Año  | Título             | Papel    | Notas       |
| ---- | ------------------ | -------- | ----------- |
| 2018 | Velvet Colección   | Juliette | 8 episodios |
| 2020 | La línea invisible | Teresa   | 3 episodios |
| 2020 | Altsasu            | Naiara   | 4 episodios |

## Vida personal
Su padre es estadounidense y su madre es la actriz y directora de cine Aitzpea Goenaga.